# Имаев, Усман Касимович
Усма́н Каси́мович Има́ев (14 октября 1957, Грозненский район, Чечено-Ингушская АССР — 7 июля 1996, Ханкала) — ичкерийский политик, министр социального обеспечения Чечено-Ингушской Республики, управляющий национальным банком Чеченской Республики Ичкерия, генеральный прокурор Ичкерии, министр юстиции ЧРИ. Участник первой чеченской войны. Представитель тайпа вашендарой.

## Биография
Работал слесарем на грозненском заводе «Красный молот», в строительных организациях Уральской и Ростовской областей. Окончил Университет дружбы народов. С 1984 по 1988 год работал сотрудником протокольного отдела посольства СССР в Анголе. После этого до февраля 1991 года был главным специалистом Министерства юстиции ЧИАССР, а затем до августа того же года работал заместителем председателя Госкомитета Чечено-Ингушской Республики по приватизации. С августа по декабрь 1991 года — министр социального обеспечения ЧИР.
По свидетельству Артёма Тарасова, прошёл военную школу и школу КГБ. В совершенстве знал несколько языков и был глубоко верующим мусульманином.
С 1991 по май 1993 года был председателем комитета ЧРИ по правовой реформе. С октября 1992 года — глава комиссии по решению проблем казачества на территории ЧРИ. В мае 1993 года был назначен управляющим Национальным банком ЧРИ, а с июля 1994 года по сентябрь 1995 исполнял обязанности министра юстиции и генерального прокурора ЧРИ. В 1994 году принимал участие в реализации нефтепродуктов и проведении кредитно-финансовых операций для обеспечения власти Джохара Дудаева.
1 марта 1992 года Дудаевым был подписан указ о создании Фонда поддержки независимости Чечни во главе с Имаевым. Фонд занимался монопольным распределением поступающей в Чечню гуманитарной помощи. Фонду были переданы по одному магазину в каждом райцентре республики и четыре магазина в Грозном. Через месяц на счета фонда было перечислено 18,6 млн рублей из республиканского бюджета и 9,3 млн рублей со счетов производственного объединения «Чеченвиноградпром». Кроме того, на счета фонда зачислялась разница между государственной и розничной ценой водки. Таким образом, значительные средства изымались из бюджета республики в подконтрольный Дудаеву фонд. «Неизвестно, какое содействие оказал возглавляемый Имаевым Фонд независимости Чечни. Но материальное положение главы Фонда ни у кого не вызывало сомнений» (Леча Салигов).
По утверждению генерала ФСБ А. Г. Михайлова, в 1994 году Имаев в сотрудничестве с заместителем начальника Департамента государственной безопасности ЧРИ Х. Джамалдиевым и братом президента ЧРИ Б. Дудаевым планировали физическое устранение Руслана Хасбулатова.
29 августа 1994 года был взорван дом Имаева в селе Алды.
Попал в плен к сторонникам оппозиции, но был отпущен по распоряжению Руслана Хасбулатова. В сентябре 1994 года, во время штурма Грозного силами оппозиции, Имаев снова был захвачен в плен и сначала вывезен в Урус-Мартан. На этот раз он был захвачен экипажем одного из бронетранспортёров Временного совета. В своём рапорте командир экипажа отмечал, что при отходе из Грозного во время столкновения со сторонниками Дудаева Имаев отлично выполнял обязанности заряжающего, чем способствовал успешному для оппозиции исходу боя. Командир экипажа просил учесть это как смягчающий для задержанного фактор.
Из Чечни он попал в Лефортовскую тюрьму. В заключении охотно сотрудничал со следствием. Им была подготовлена 40-страничная записка с подробным описанием общественно-политической ситуации в республике, состояния экономики, кредитно-банковской системы, вооружённых сил, роли и места лидеров республики, их психологических портретов и рычагов воздействия на них. Впоследствии был обменян Дудаевым на пленных российских танкистов.
В январе 1995 года вместе с Таймазом Абубакаровым возглавлял делегацию ЧРИ на переговорах с федеральной стороной о прекращении боевых действий. В том же году выступал на митингах с требованием вывода федеральных войск. 7 мая участвовал в Съезде чеченского народа, который принял решение о продолжении войны «до победного конца». В июне 1995 года после захвата заложников в Будённовске был уполномочен вести переговоры с федеральной стороной.
Являлся директором компании «Helberwood Consulting Ltd».
В июле 1995 года Имаев открыто ездил на БТР в районе села Алхан-Кала и пытался создавать боевые группы. 20 июля на встрече полевых командиров Шамиль Басаев потребовал от Имаева затянуть переговоры с Россией, что последним и было исполнено. Имаев руководил работой размещённой в Кракове и вещавшей на многие страны продудаевской радиостанции «Свободный Кавказ», однако успехов в организации вещания добиться не удалось. Находясь в Кракове пытался убедить польский конвой с гуманитарной помощью для Чечни «Чеченская зима — 95» уклониться от маршрута, чтобы передать груз боевикам.
Как утверждает А. Г. Михайлов, Имаев участвовал в доставке в Чечню больших партий фальшивых рублей, которые использовались, чтобы подменять поступающие от чеченских диаспор валютные средства, а сами пожертвования присваивались лидерами Чечни.
В ноябре-декабре 1995 года находился в Турции, где решал проблемы лечения раненных боевиков и собирал деньги для продолжения войны с Россией. В феврале 1996 года организовал в Польше конференцию «Международное право и чеченский народ», где было принято обращение к народам и правительствам мира с осуждением агрессии России против Чечни. В 1996 году был назначен генеральным прокурором ЧРИ.
7 июля 1996 года выехал на переговоры с представителями федеральных войск и пропал без вести. По версии «Новой газеты», его заманили в Ханкалу и убили.